# Бейдауд
Бейдауд (рум. Beidaud) — село у повіті Тулча в Румунії. Адміністративний центр комуни Бейдауд.
Село розташоване на відстані 199 км на схід від Бухареста, 54 км на південь від Тулчі, 60 км на північ від Констанци, 90 км на південний схід від Галаца.

## Населення
За даними перепису населення 2002 року у селі проживали 618 осіб. Усі жителі села рідною мовою назвали румунську.
Національний склад населення села:
| Національність | Кількість осіб | Відсоток |
| -------------- | -------------- | -------- |
| румуни         | 612            | 99,0%    |
| цигани         | 6              | 1,0%     |